# Campionati del mondo di ciclismo su strada 1993
I Campionati del mondo di ciclismo su strada 1993 si disputarono ad Oslo, in Norvegia.
Furono assegnati cinque titoli:
- Prova in linea femminile, gara di 92 km
- Cronometro a squadre femminile, gara di 50 km
- Prova in linea maschile Dilettanti, gara di 184 km
- Cronometro a squadre maschile, gara di 100 km
- Prova in linea maschile Professionisti, gara di 257,600 km

## Medagliere
| Pos.   | Nazione     | Oro | Argento | Bronzo | Totale |
| ------ | ----------- | --- | ------- | ------ | ------ |
| 1      | Germania    | 1   | 1       | 1      | 3      |
| 1      | Stati Uniti | 1   | 1       | 1      | 3      |
| 3      | Italia      | 1   | 0       | 1      | 2      |
| 4      | Paesi Bassi | 1   | 0       | 0      | 1      |
| 4      | Russia      | 1   | 0       | 0      | 1      |
| 6      | Francia     | 0   | 1       | 0      | 1      |
| 6      | Lettonia    | 0   | 1       | 0      | 1      |
| 6      | Spagna      | 0   | 1       | 0      | 1      |
| 9      | Rep. Ceca   | 0   | 0       | 1      | 1      |
| 9      | Svizzera    | 0   | 0       | 1      | 1      |
| Totale | Totale      | 5   | 5       | 5      | 15     |

## Sommario degli eventi
| Eventi                        | Oro                                                | Tempo                      | Argento                                             | Tempo | Bronzo                                         | Tempo |
| Uomini Professionisti         |                                                    |                            |                                                     |       |                                                |       |
| Gara in linea dettagli        | Lance Armstrong Stati Uniti                        | 6h17'10" Media 40,979 km/h | Miguel Indurain Spagna                              | a 19" | Olaf Ludwig Germania                           | s.t.  |
| Uomini Dilettanti             |                                                    |                            |                                                     |       |                                                |       |
| Gara in linea dettagli        | Jan Ullrich Germania                               | ?                          | Kaspars Ozers Lettonia                              | s.t.  | Lubor Tesař Rep. Ceca                          | s.t.  |
| Cronometro a squadre dettagli | Italia Brasi, Contri, Fina, Salvato                | ?                          | Germania Meyer, Peschel, Rich, Walzer               | ?     | Svizzera Jeker, Kennel, Meier, Meister         | ?     |
| Donne                         |                                                    |                            |                                                     |       |                                                |       |
| Gara in linea dettagli        | Leontien van Moorsel Paesi Bassi                   | ?                          | Jeannie Longo Francia                               | ?     | Laura Charameda Stati Uniti                    | ?     |
| Cronometro a squadre dettagli | Russia Bubnenkova, Koljaseva, Polchanova, Sokolova | ?                          | Stati Uniti Bolland, Demet-Barry, Golay, Stephenson | ?     | Italia Bonanomi, Cappellotto, Fanini, Luperini | ?     |